# Паштровичи
Паштровичи (серб. Паштровићи, Paštrovići) — славянское племя сербского происхождения в черногорском Приморье, ныне является частью черногорского народа.

## История
В старых источниках Паштровичи называются «општиной» или «коммуной». Паштровичи традиционно делились на 12 кланов.
Впервые упоминаются в истории в 1355 году, когда сербский царь Стефан Душан отправил своего вассала Николая Паштровича с посольством в Дубровник.
По этой известной семье название получило всё племя. Паштровская општина упоминается уже в 1377 году.
Племенная/общинная территория Паштровичей простиралась от мыса Завала (ныне отделяющего Будву от Бечичей) до Спича или нынешнего черногорского местечка Куфин, то есть около 17,5 км адриатического побережья.
На этой территории располагались 5 православных монастырей: Дулево, Прасквица, Режевичи, Градиште и Войничи.
Оказавшись между турками и венецианцами, Паштровичи в 1423 г. подписали договор с Венецианской республикой, в котором обязались платить ей дань и воевать в её интересах от Скадара до Котора. Венеция в ответ гарантировала Паштровичам сохранение их прежних прав, включая православную веру и право самоуправления, военную защиту и свободную торговлю по всей территории республики.
Последним паштровичким князем был сербский святой Стефан Штилянович (ум. в 1543 г.), в 1498 г. оставивший своё имение народу и ушедший в сербский Срем, где он стал сербским деспотом (правителем) и прославился борьбой с турками, святой жизнью и благотворительностью.
В составе Венеции Паштровичи находились до 1797 г., после чего венецианские владения вошли в Иллирийские провинции Наполеона. Паштровичи оказали упорное сопротивление французским войскам, за что французы разрушили несколько паштровичских монастырей.
В 1815 г. Паштровичи вошли в состав Австрийской империи. В 1918 г., по итогам Первой мировой войны, воссоединились с Черногорией, вошедшей в Королевство сербов, хорватов и словенцев.
После землетрясения 1979 г. многие паштровичские поселки запустели, их жители стали переселяться в быстрорастущую Будву.

## Самоуправление
Первоначальное «Место правосудия» племени, на которое собирались главы кланов для суда и обсуждения общеплеменных дел, располагалось на пляже Дробни Песак, затем оно было перемещено на паштровичский остров Свети-Стефан, знаменитый сегодня  остров-отель.
Общеплеменной «збор» (также именуемый итальянским словом «банкада») собирался каждый год на Видовдан (28 июня по н.ст.). На «зборе» выбирались на год 4 «судьи» и 12 «властелей», от каждого клана по одному, для судебных решений и управления в текущий год.
Круглый каменный стол Паштровичей, за которым, по преданию, заседали старейшины, ныне находится в монастыре Прасквица, в котором устроен своеобразный этнографический музей племени.